# Monochaetum

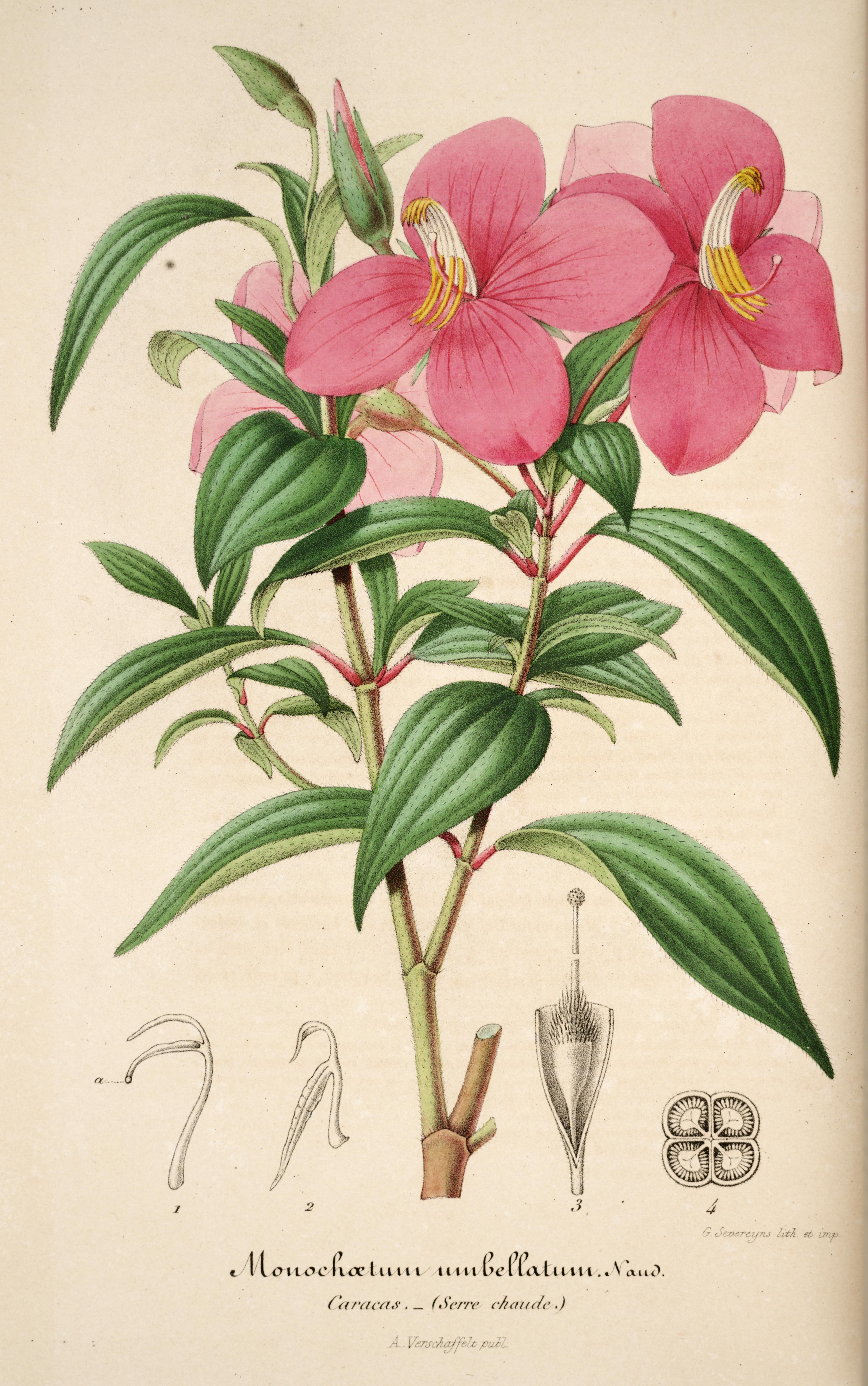
Illustration av Monochaetum umbellatum

Monochaetum är ett släkte av tvåhjärtbladiga växter. Monochaetum ingår i familjen Melastomataceae.

## Dottertaxa tillMonochaetum, i alfabetisk ordning[1]
- Monochaetum alpestre
- Monochaetum amistadense
- Monochaetum bonplandii
- Monochaetum brachyurum
- Monochaetum cinereum
- Monochaetum deppeanum
- Monochaetum discolor
- Monochaetum ecaudatum
- Monochaetum exaltatum
- Monochaetum floribundum
- Monochaetum glanduliferum
- Monochaetum gleasonianum
- Monochaetum hartwegianum
- Monochaetum humboldtianum
- Monochaetum laxifolium
- Monochaetum lindeneanum
- Monochaetum lineatum
- Monochaetum macrantherum
- Monochaetum magdalenense
- Monochaetum mariae
- Monochaetum meridense
- Monochaetum myrtoideum
- Monochaetum pauciflorum
- Monochaetum polyneurum
- Monochaetum pulchrum
- Monochaetum rodriguezii
- Monochaetum rubescens
- Monochaetum tachirense
- Monochaetum talamancense
- Monochaetum tenellum
- Monochaetum trichophyllum
- Monochaetum uberrimum
- Monochaetum uribei
- Monochaetum vestitum
- Monochaetum vulcanicum

## Bildgalleri

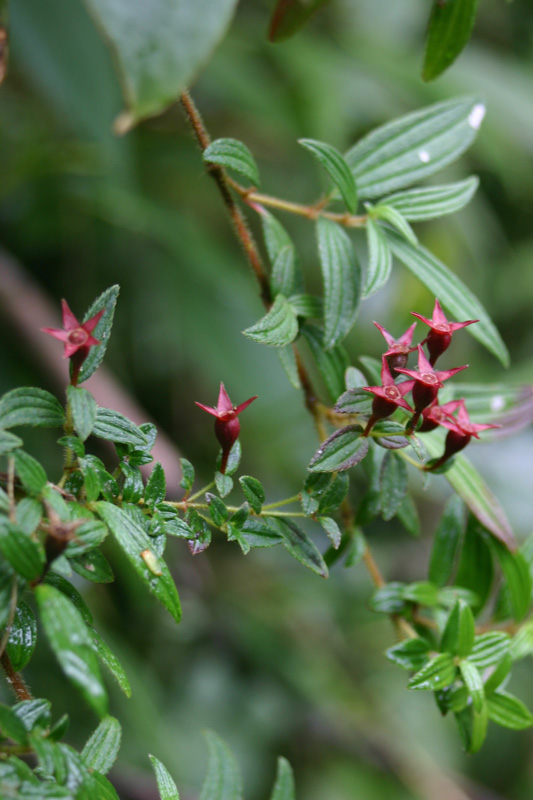
Monochaetum floribundum
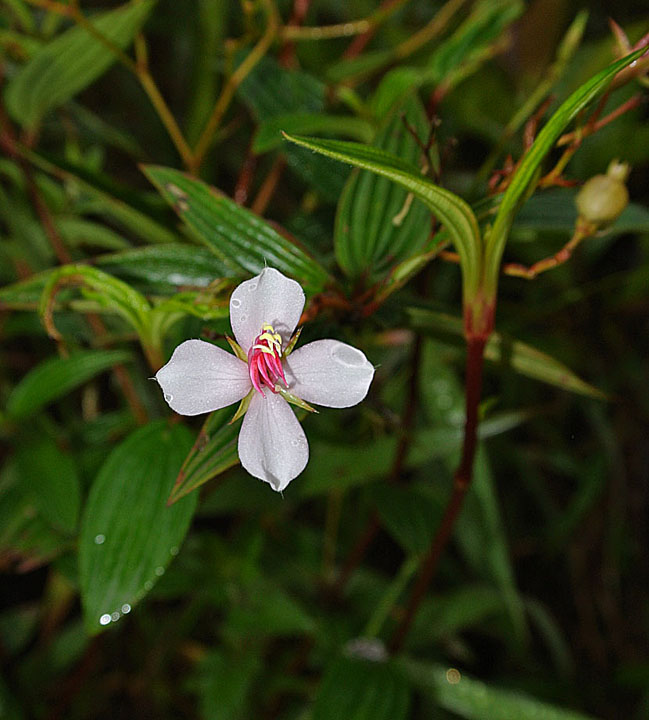
Monochaetum lineatum
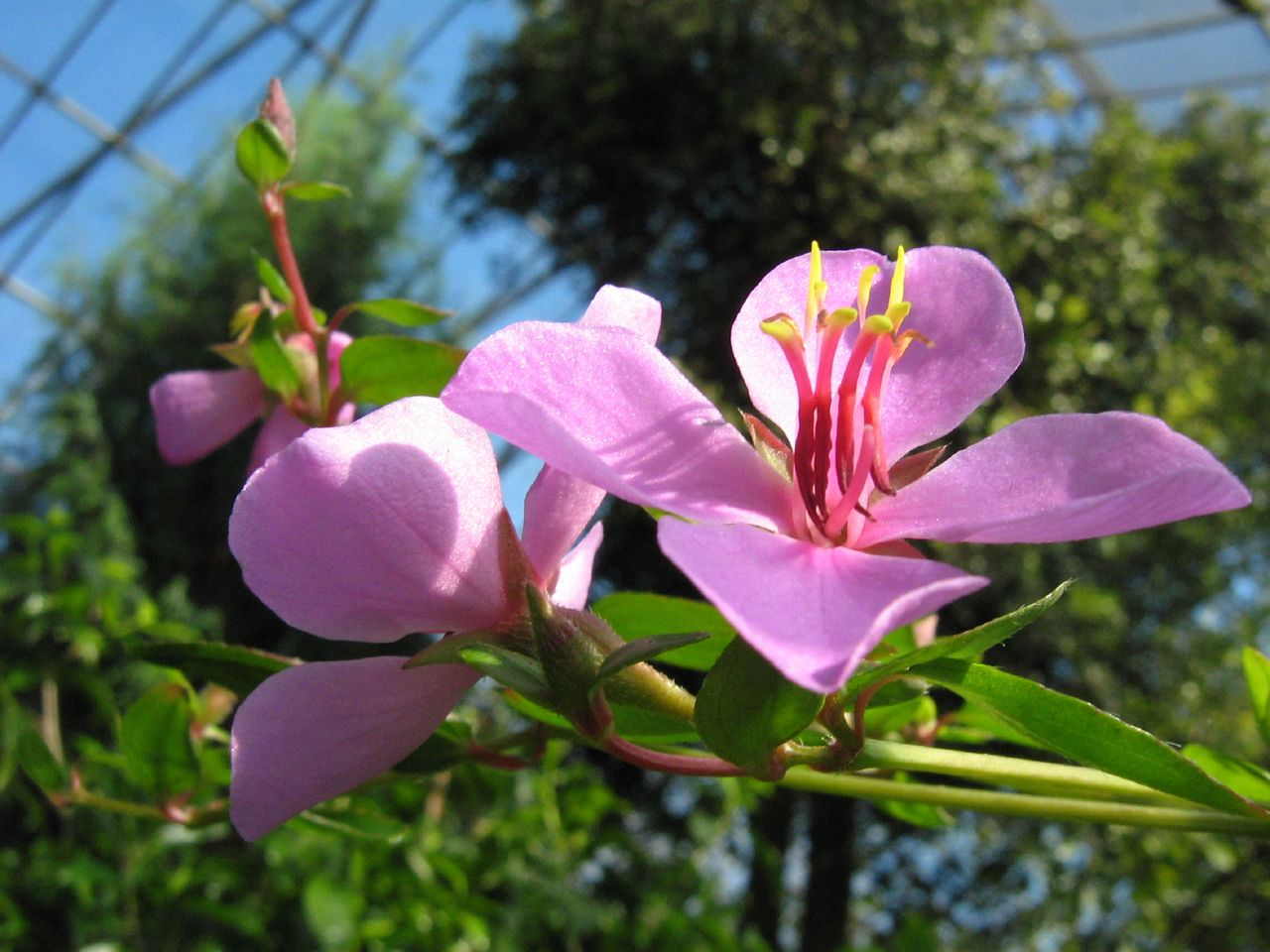
Monochaetum calcarutum